# 석인모
석인모(1992년 1월 1일 ~)는 대한민국의 성악가, 뮤지컬 배우다.

## 방송
- 팬텀싱어 3 (2020) - Top20(17위)

## 공연
- 창작산실 공모당선작 오페라 김부장의 죽음 (2020)
- 팬텀 (2021)

## 음반
- 팬텀싱어3 Episode.3 (2020)
- 팬텀싱어3 Episode.4 (2020)
- 팬텀싱어3 Episode.7 (2020)
- 팬텀싱어3 Episode.8 (2020)